# Exposure Hills
Exposure Hills är en kulle i Antarktis. Den ligger i Östantarktis. Nya Zeeland gör anspråk på området. Toppen på Exposure Hills är 2 717 meter över havet, eller 245 meter över den omgivande terrängen. Bredden vid basen är 4,3 km.
Terrängen runt Exposure Hills är varierad.  Trakten är obefolkad. Det finns inga samhällen i närheten.